# انیکست
هرپخشی یا هریاب یا انیکست (به انگلیسی: Anycast) یک روش آدرس‌دهی و مسیریابی در شبکه‌های کامپیوتری است که در آن یک آدرس معین، دو یا چند مسیر به نقاط انتهایی مختلف دارد. مسیریاب‌های شبکه بهترین مسیر را برای چنین آدرس‌هایی بر مبنای معیارهایی مانند تعداد گره‌های میانی، فاصله، هزینه، زمان تأخیر یا شلوغی مسیرها می‌یابند. آدرس‌های هرپخشی به صورت گسترده در شبکه‌های تحویل محتوا و سامانه‌های نام دامنه برای پاسخ سریع‌تر به کاربران از نزدیک‌ترین کارساز مورد استفاده قرار می‌گیرد.

## روشهای آدرس‌دهی
| روش‌های مسیریابی |
| هریاب           |
| انتشار          |
| چندپخشی         |
| یونیکست         |
| --------------- |

پروتکل اینترنت و دیگر سامانه‌های آدرس دهی از پنج روش اصلی آدرس دهی بهره می‌برند:
- آدرس دهی تک‌پخشی به تک‌پخشی در اصطلاح ارتباط یک به یک گفته می‌شود. در این نوع ارتباطات یک کامپیوتر به عنوان فرستنده و گیرنده و کامپیوتر دیگر نیر به عنوان گیرنده فرستنده و گیرنده با همدیگر ارتباط برقرار می‌کنند و بسته‌های داده خود را رد و بدل می‌کنند. برای مثال زمانیکه شما یک صفحه وب سایت را باز می‌کنید شما به یک آدرس IP که مربوط به وب سایت است اطلاعات را ارسال می‌کند و از آن اطلاعات را دریافت می‌کنید
- آدرس دهی همه‌پخشی به همه‌پخشی در اصطلاح ارتباط یک به همه گفته می‌شود. در این نوع ارتباطات یک کامپیوتر ارتباط خود را به صورت همزمان با همه کامپیوترهای موجود در شبکه برقرار می‌کند و شروع به دریافت و ارسال داده می‌کند. در واقع زمانیکه صحبت از همه‌پخشی می‌شود منظور همه کامپیوترهای موجود در شبکه هستند بدون استثناء، یک کامپیوتر زمانیکه اطلاعات خود را همه‌پخشی می‌کند تمامی کامپیوترهای شبکه این اطلاعات را دریافت می‌کنند.
- آدرس دهی چندپخشی به چندپخشی در اصطلاح ارتباط یک به چند گفته می‌شود. در این نوع ارتباطات یک کامپیوتر ارتباط خود را به صورت همزمان با چندین کامپیوتر دیگر برقرار می‌کند و شروع به ارسال و دریافت داده می‌کند. در واقع زمانیکه صحبت از چندپخشی می‌شود منظور گروهی از کامپیوترهای مشخص هستند که یک کامپیوتر با آن‌ها ارتباط برقرار کرده‌است. در چندپخشی اطلاعات صرفاً به گروه یا مجموعه ای منتقل می‌شود که در آن گروه قرار دارند و اطلاعات به همه کامپیوترهای شبکه منتقل نخواهد شد
- آدرس دهی هرپخشی (انیکست) به هرپخشی در اصطلاح ارتباط یک به نزدیکترین گفته می‌شود. در واقع تمامی مواردی که تا کنون بررسی کردیم در مفاهیم مسیریابی مورد استفاده قرار می‌گیرند و هرپخشی هم به همین شکل است. هرپخشی در واقع یک تکنیک شبکه ای است که یک آدرس IP از مسیرهای مختلفی در شبکه قابل دستیابی می‌شود. بر اساس الگوریتم‌های مسیریابی که در شبکه‌ها استفاده می‌شود تصمیم‌گیری می‌شود که درخواست کاربر از کدام مسیر بهتر است برود تا به مقصد مورد نظر برسد. هرپخشی دارای یک سری مزابا می‌باشد، مزیت اصلی این سرویس این است که کاربران همیشه به نزدیکترین سرویس در دسترس متصل خواهند شد چیزی که بعینه در ساختار DNS مشاهده می‌کنید. اینکار باعث کاهش زمان دسترسی به اطلاعات می‌شود و همچنین باعث ایجاد شدن Load Balancing در شبکه نیز می‌شود. مزیت دوم این سرویس سادگی پیاده‌سازی آن است، شما بدون اینکه دغدغه محل قرارگرفتن سرور DNS خود را داشته باشید با استفاده فقط ای یک آدرس IP می‌توانید چندین سرویس DNS را دسترسی پیدا کنید.
- آدرس دهی پخش‌جغرافیایی (Geocast) در واقع Geo مخفف کلمه Geography است و Geocast به ارسال اطلاعات به گروهی از شبکه‌های مقصد می‌باشد که با استفاده از موقعیت جغرافیایی شناسایی می‌شوند. در واقع پخش‌جغرافیایی یک حالت ویژه از چندپخشی است که با استفاده از پروتکل های مسیریابی برای شبکه‌های موبایل و ادهاک (ad-hoc) پیاده‌سازی می‌شود.

## ریزه کاری‌ها
روش هرپخشی از BGP به منظور اعلام همزمان دامنه مقصد آدرس‌های آی‌پی پیدا شده در نقاط گوناگون روی اینترنت
بهره می‌برد. این کار منجر می‌شود که از میان بسته‌های آدرسی که به نشانی‌های مقصد موجود در این دامنه آدرس دهی شده‌اند و به بیان دیگر با نشانی موردنظر مطابقت می‌کنند نزدیکترین نقطه در شبکه مسیریابی شده و در نتیجه آی پی آدرس آن اعلام شود. در گذشته روش آدرس دهی «هرپخشی» برای پروتکل‌های بدون ارتباط یا connectionless protocol (که بیشتر بر پایه UDP استوار بودند) مناسب تر بود تا پروتکلهای ارتباط مند مانند TCP.